# Maddalena Laura Sirmen
Maddalena Laura Sirmen –Maddalena Laura Lombardini de naixença– Venècia, 9 de desembre de 1745 – 15 de maig de 1818) fou una compositora, violinista, clavecinista i cantant italiana.

## Primers anys i formació
Quan tenia set anys va ser acceptada com a pobra a l'hospital dei Mendicanti, una institució benèfica famosa a tot Europa per la sòlida preparació musical de les seves "noies del cor".
Giuseppe Tartini li dedicà classes «per caritá» en les seves freqüents estades a la ciutat dels canals, i anys més tard li dedicà el famós tractat L'arte dell'arco, una guia didàctic dedicada a la seva alumna, en què el mestre descriu els principis pedagògics i les recomanacions per a la pràctica diària de l'instrument.

## Intèrpret i cantant
Acompanyada del seu marit, el mestre de capella Lodovico Sirmen, va fer actuacions a París, Londres, Estocolm i altres capitals europees amb gran èxit.
A Londres va debutar també com a cantant, carrera que després seguí en diverses ciutats d'Itàlia: Siena, Torí, on havia debutat com a violinista, Pavia i Pisa. Més endavant va ser contractada pel Königliches Hoftheater (Teatre de la Cort Reial) de Dresden per a les temporades de teatre de 1783, i també actuà a Moscou i en el Teatre Imperial de San Petersburg com a soprano i com a intèrpret.

## Obra
Maddalena Laura Lombardini –o M. L. Sirmen, després de casada– va tenir una gran activitat com a compositora i se'n coneixen diverses composicions: sis trios per a dos violins i violoncel (1769), sis quartets per a dos violins, viola i violoncel, sis concerts per a violí i orquestra (1772), sis duets per a dos violins (potser 1773); també una sonata per a violí i continu (1785) i el trio en si bemoll major per a dos violins i violoncel obligatori. Les seves comoposicions van ser relativament populars en la seva època, meresqueren comentaris elogiosos de Leopold Mozart i les seves obres s'editaren a França, Anglaterra, Holanda, Alemanya i Àustria.

## Darrers anys
Un cop casada la filla que havien tingut, Maddalena Laura Lombardini es va separar del seu marit i es va traslladar a Venècia, on moriria el 1818.
La violinista i musicòloga anglesa Marion Scott va recollir detalls de la vida de Sirmen en un treball titulat Music and Letteer el 1933.